# Macaranga strigosa
Macaranga strigosa är en törelväxtart som beskrevs av Ferdinand Albin Pax och Käthe Hoffmann. Macaranga strigosa ingår i släktet Macaranga och familjen törelväxter.
Artens utbredningsområde är Papua Nya Guinea. Inga underarter finns listade i Catalogue of Life.